# Turmoil (videohra, 2016)
Turmoil je simulační videohra od společnosti Gamious, která vyšla 2. června 2016.

## Hratelnost
Hra je inspirována ropnou horečkou, která se odehrávala v Severní Americe v 19. století. Ve hře si hráč musí vydělat na to, aby se stal úspěšným ropným podnikatelem. Jak hráč vydělává peníze těžbou a prodejem ropy, město se spolu s ním rozrůstá, což hráči umožňuje nakupovat vylepšení, jako je více koní nebo větší potrubí. Režim kampaně umožňuje hráči v aukci koupit pozemek a kopat ropu pomocí virgule, krtků nebo skenerů a vydělat za jeden rok co nejvíce peněz. V každé úrovni se hráč postaví proti třem soupeřícím AI. 

## Vývoj
Hra byla rok ve fázi prototypu, než se v červnu 2015 dostala do předběžného přístupu služby Steam. Po dalším roce stráveném v předběžném přístupu byla hra vydána v červnu 2016 pro Microsoft Windows a Linux. 23. února 2017 byla vydána na iOS pro iPad a 28. května 2020 na Nintendo Switch.